# Marin Nikolow
Marin Nikolow (bulgarisch:Марин Николов; * 15. November 1901 in Warna; † unbekannt) war ein bulgarischer Radrennfahrer.

## Sportliche Laufbahn
1936 bestritt er mit dem bulgarischen Vierer die Mannschaftsverfolgung bei den Olympischen Sommerspielen in Berlin. Sein Team wurde auf dem 12. Rang klassiert. 
1934 gewann er die Rumänien-Rundfahrt. Im folgenden Jahr siegte er in der heimischen Bulgarien-Rundfahrt vor Nikola Nenow, wobei er neun Etappen gewann.